# Comité olympique des Antilles néerlandaises
Le Comité olympique des Antilles néerlandaises (en néerlandais, Nederlands Antilliaans Olympisch Comité, NAOC ; en papiamento, Comité Olímpico di Antia Hulandes) a été le comité national olympique des Antilles néerlandaises, de sa fondation en mars 1931 à Curaçao jusqu'à sa dissolution en 2011. Ce CNO a été représenté auprès du CIO de 1950 à 2011. Le CIO refusa qu'il demeure actif après la fin des Antilles néerlandaises en 2010, alors même qu'il avait reconnu un CNO à Aruba lorsque cette dernière avait fait sécession en 1986, en reconnaissant le Comité olympique arubais. Lors des Jeux panaméricains de 2011 et des Jeux olympiques de 2012, les athlètes des ex-Antilles néerlandaises ont pu s'inscrire séparément des Pays-Bas, sans drapeau national. Depuis 2012, ces athlètes doivent désormais opter pour les Pays-Bas ou Aruba, sauf pour les sports où Curaçao est reconnu comme fédération à part (cas de la FIFA depuis 2010). Il a fait partie de l'Organisation sportive panaméricaine jusqu'en 2011.